# Odontodynerus orbitalis
Odontodynerus orbitalis är en stekelart som först beskrevs av Herrich-Schäffer.  Odontodynerus orbitalis ingår i släktet Odontodynerus och familjen Eumenidae. Inga underarter finns listade i Catalogue of Life.